# Линейни кораби тип „L20“
L-20 (на немски: Projekt Großlinienschiff L 20 e α) са нереализиран проект за серия линейни кораби на Германския императорски военноморски флот от Първата световна война. Корабите от този тип трябва да станат последващо развитие на типа „Байерн“.

## История на създаването
Главнокомандващият „Флота на откритото море“, вицеадмирал Райнхард Шеер, след Ютландското сражение дава задание за разработката на нови мощни линкори. Техническото задание предвижда да се въоръжат новите кораби с 420 мм оръдия. Броневия пояс трябва да бъде 350 мм, а скоростта на хода – 32 възела. При това водоизместимостта им трябва да бъде не по-малко от 50 хил. тона. На 21 август 1917 г. са готови проектите за новите линкори „L 20“ и „L 24“. Проектите са сходни имайки водоизместимост 50000 тона и скорост на хода от 23 въз. В процеса на проектирането е решено да няма брониран пояс под водолинията, което дава печалба по скорост, достигаща до 26 възела. Въоръжението за линкорите – 420 мм (16,5 дюймови) оръдия в три двуоръдейни кули. След доработката на проекта броя на кулите нараства до четири. Корабите трябва да имат една тринога фокмачта, както е характерно за немските линкори. Външно корабите трябва много да си приличат с линейните крайцери от типа „Ерзац Йорк“.

## Въоръжение
Въоръжението от 8×420 мм оръдия е разположени в 4 двуоръдейни кули. Разположените в бронирани каземати 12×150 мм оръдия представят средния калибър. Зенитните батареи са съставени от 8×88 мм оръдия Flak L/45 или 8×105 мм оръдия Flak L/45. Торпедните апарати (600 или 700 мм) са разположени един в носа и два по бордовете.
Новите 420 мм оръдия имат следните характеристики:
- Ъгъл на възвишение на оръдията от 30 градуса;
- Маса на снаряда 1000 кг;
- Начална скорост на снаряда 800 м/сек;
- Далечина на стрелбата 33000 м.

## Брониране
Бронирането на линкорите от клас L-20 достига до 350 – 420 мм.
- главен пояс: 80 – 350 мм;
- горен пояс: 120 – 150 мм;
- траверси: 140 – 300 мм;
- кули на ГК: 250 – 350 мм;
- барбети на кулите на ГК: 250 – 350 мм;
- бойна рубка: 170 – 350 мм.

## Силова установка
4 парни турбини, въртящи 4 вала с 4 гребни винта. Силовата установка на линкорите L-20 се състои от 6 мазутни и 16 въглищни котела Шулц-Торникрофт.
- Запаси гориво:
- 2950 тона въглища;
- 1970 тона мазут.